# Douvenrade
Douvenrade is een voormalig kasteel en landgoed in de Nederlandse stad Heerlen, provincie Limburg. Het kasteel is verdwenen, maar de hoeves zijn gedeeltelijk bewaard gebleven en als rijksmonument geclassificeerd.

## Herkomst van de naam
Douvenrade is in de loop der eeuwen op verschillende wijzen gespeld. De oudste vermelding dateert uit 1365: Duvereyde. In 1454 werd de naam gespeld als Douvenroide, in 1539 als Doeffenrae en in 1685 als Dauvenraedt. Ondanks de diverse spellingsvarianten wordt aangenomen dat het eerste deel van de naam altijd werd uitgesproken als ‘doe’, net als in de huidige benaming. Waarschijnlijk gaat het hier om de persoonsnaam Douve. Omdat de uitgang -rade verwijst naar een ontginning of het rooien van een bos, zou Douvenrade het rooibos zijn van ene Douve.
In de 17e eeuw raakte het landgoed onderverdeeld in drie locaties met elk een eigen benaming, gebaseerd op hun ligging tegen de helling van het Kunrader Plateau:

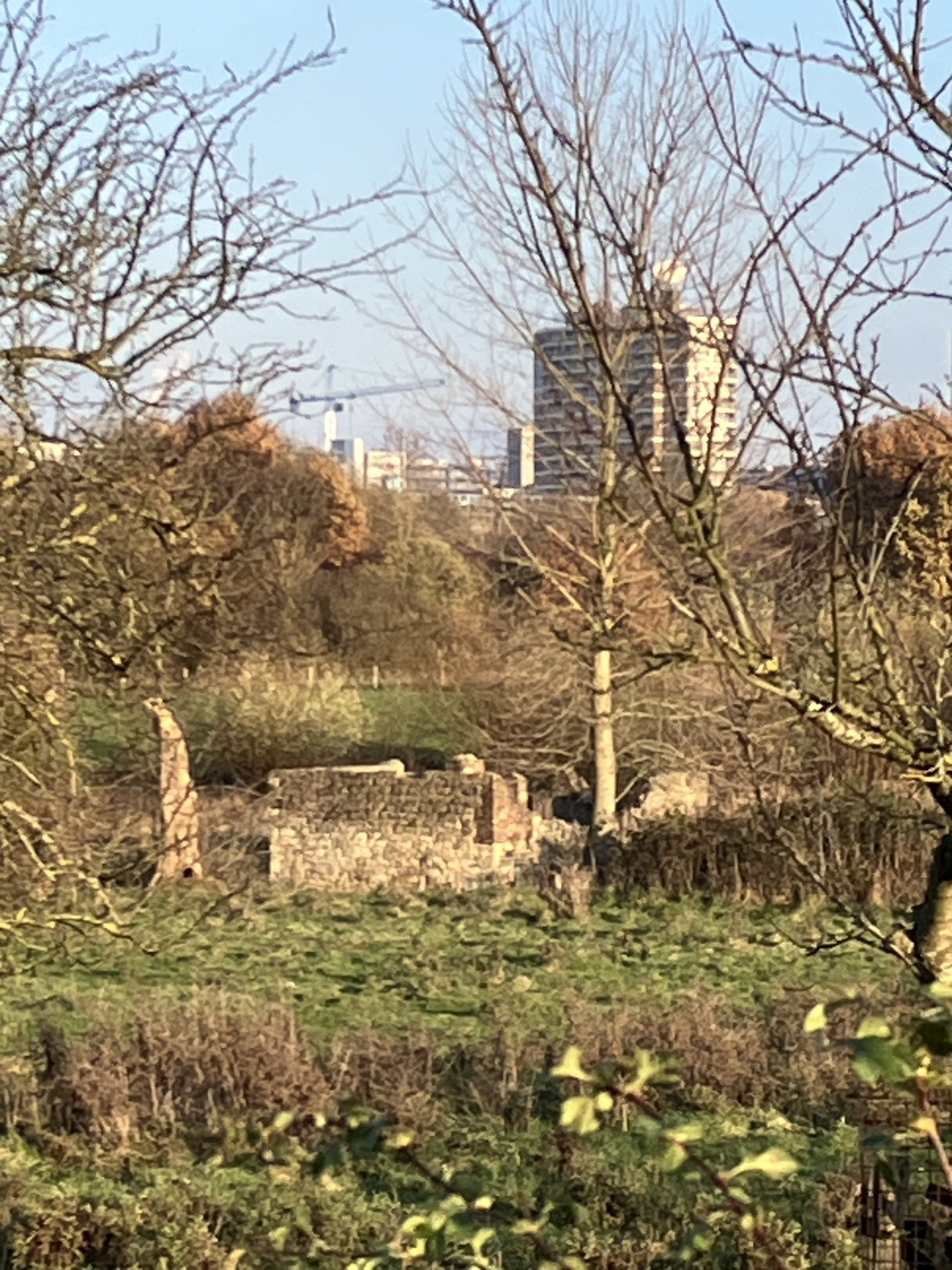
Ruïne van de Middelste Douvenrade

- Overste Douvenrade: pachthoeve.
- Middelste Douvenrade: pachthoeve.
- Onderste Douvenrade: het kasteel.

## Geschiedenis
In 1365 werd Matthijs van Berensberch met het adellijke huis Douvenrade beleend. Het ging om een Keur-Keuls leengoed. Wijnant van Cortenbach werd eigenaar in 1447. Na deze familie volgden het geslacht Van Hall en in de 16e en 17e eeuw de familie Van Douvenrade.
In de tweede helft van de 17e eeuw raakte het goed Douvenrade verdeeld. Het kasteel kwam in 1645 in bezit van Lambert Rietraet, burgemeester van Maastricht (zie ook Rennenberg), en kreeg de naam Onderste Douvenrade. Het werd in 1753 gekocht door de heer van Terworm, Vincent Philip Anton baron van de Heyden van Belderbusch. Drie jaar later kocht de baron ook de hoeve Middelste Douvenrade. Hij voegde de twee delen toe aan zijn landgoed Terworm.
De boerderij Overste Douvenrade werd in 1699 gekocht door chirurgijn Johannes Franssen-Siegels en ging in 1785 via verkoop over naar de familie Lintjens. In 1870 werd de Overste Douvenrade verkocht aan de eigenaren van Terworm, die het bij hun landgoed voegden.
In 1917 werd Terworm verkocht aan de Oranje Nassau Mijnen. Ook Douvenrade viel binnen deze verkoop.

## Beschrijving
Van het kasteel is niets bewaard gebleven. De 18e-eeuwse hoeve Overste Douvenrade is nog wel aanwezig en is een rijksmonument. De restanten van de hoeve Middelste Douvenrade en het bouwhuis van het kasteel zijn samen ook een rijksmonument.

### Onderste Douvenrade
Er is weinig bekend over het kasteel Onderste Douvenrade. Het complex bestond uit een hoofdburcht en een voorburcht. Wellicht ging het om een motte met een woontoren. Deze toren is in ieder geval vóór 1800 afgebroken. De kadastrale kaart van 1840 toont nog het omgrachte, lege kasteeleiland.
Van het in 1869 afgebroken bouwhuis is een 18e-eeuws gedeelte in kunradersteen behouden gebleven.

### Middelste Douvenrade
De boerderij Middelste Douvenrade stond ten zuiden van het kasteel en is rond 1870 afgebrand. Het enige bewaard gebleven restant is een 18e-eeuwse ruïne.

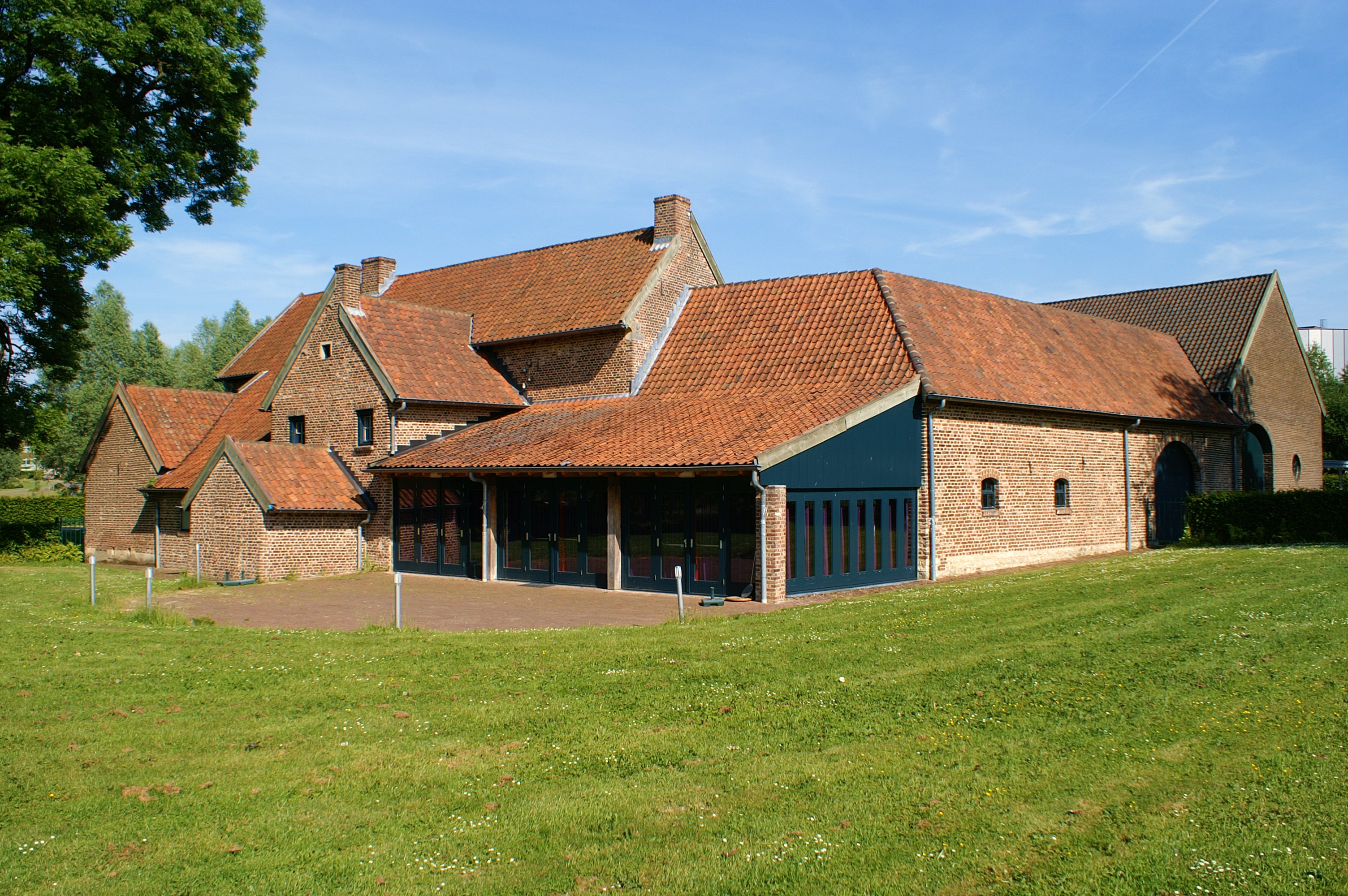
Overste Douvenrade

### Overste Douvenrade
De oudste vermelding van deze pachthoeve dateert uit 1681. In 1779 brandde Overste Douvenrade af na een blikseminslag.
De huidige hoeve is grotendeels in baksteen gebouwd. De woonvleugel en ingangsvleugel hebben aan de zijde van de binnenplaats speklagen van mergelsteen. Deze vleugels zijn uit begin 18e eeuw, maar het voorste deel van de woonhuisgevel is in 1782 opgetrokken. Vermoedelijk was dit deel van het woonhuis oorspronkelijk in vakwerk uitgevoerd maar in 1782 in steen herbouwd. De ingangsvleugel heeft enkele dichtgemetselde schietgaten. De schuur dateert uit 1792.
De twee kelders onder het woonhuis hebben ellipsbooggewelven van mergelsteen.
In 1999 werd de hoeve gerestaureerd.
Aerwinkel · Kasteel Afferden · Aldt Huys · Aldenborgh · Kasteel Aldenghoor · Aldenhoven · Alte Burg · Kasteel Amstenrade · Slot Annendael · Kasteel Arcen · Baersdonck · Bakvliet · Baronsberg · Baxhof · Beegden ·  Benzenrade · Kasteel De Berckt · Kasteel Bethlehem · Beusdaelshof · Binsfeld · Huis Blankenberg · Kasteel Bleijenbeek · Blitterswijck · Boerlo · Bolberg · Bollenberg · Kasteel De Bongard · Borggraaf · Kasteel d'Erp · Kasteel Borggraaf · Kasteel Borgharen · Kasteel Born · Huis Bree · Breust · Kasteel Broekhuizen · Broekhuizen · Gracht Burggraaf · Kasteel De Burght · Kasteel Cartils · Cloppenburg (Oost-Maarland) · Kasteel Cortenbach · Huis De Dael · Dammerscheid · Kasteel De Bockenhof · De Donck (Sevenum) · De Donck (Swolgen) · De Dorth ·  Huis ten Dijcken · Kasteel Doenrade · De Doom · Douve · Douvenrade · De Dries · Kasteel Erenstein · Kasteel Eijsden · Eijsden · Einrade · Kasteel Elsloo · Ensenbroek · Eperhuis · Etzenraderhuuske · Exaten · Kasteel Eijckholt · Kasteel Eyckholt · Eys · Gastendonck · Kasteel Genbroek · Gebroken Slot · Kasteel Geijsteren · Kasteel Op Genhoes · Kasteel Genhoes · Genneperhuis · Kasteel Het Geudje · Kasteel Geulle · Kasteel Geusselt · Geijsteren · Gen Heck · Ghoor · Kasteel Goedenraad · Kasteel Grasbroek · Kasteel Groenendaal · Groethof · Groot Paarlo · Kasteel van Gronsveld · De Gun ·Kasteel Haeren · Kasteel Den Halder · Heerlaer · Heeze · Heijen · 's-Herenanstel · Kasteel Hillenraad · Kasteel Hoensbroek · Hoenshuis · Holstrate · Holtmühle · Huize Holtum · Kasteel Horn · De Horst · Huys ter Horst · Ten Hove (Grathem) · Ten Hove (Panningen) · Huis Brias · Huis Darth ·  Kasteel Hurpesch · Kasteel Sint-Jansgeleen · Kasteel Jerusalem · Kasteel Kaldenbroek · Den Kamp · Kasteel Karsveld · Kasteel Keverberg · Klein Paarlo · Klimmender Huuske · De Kolck · Koppelberg · Laar · Landsfort · Kasteel Lemiers · Kasteelruïne Lichtenberg · Kasteel Limbricht · Lonesteyn · Huize Lovendael · Mazenburg · Kasteel van Meerlo · Kasteel Meerssenhoven · Meezenbroek · Kasteel van Mheer · Middelaar · Kasteel Millen · Kasteel Montfort · Movert · Mulrode · De Munt · Château Neercanne · Kasteel Neubourg · Nienghoor · Huis Nierhoven · Kasteel Nieuwenbroeck · Nije Huys · Kasteel Nijenborgh · Kasteel Nijswiller · Nijthuysen · Kasteel Obbicht · Oedenrade · Kasteel Ooijen · Kasteel Oost (Valkenburg) · Kasteel Oost (Oost-Maarland) · Kasteel Ouborg · Overen · Kasteel Passarts-Nieuwenhagen · Prickenis · Prinsenhof · Puth · De Putting · Raath · De Raay · Ravenhof · Kasteel Reijmersbeek · Kasteel van Rijckholt · Kasteel Rivieren · Rodenbroek · Rosendaal · Kasteel Schaesberg · Kasteel Schaloen · Te Scharen · Schenkenburg · Kasteel Scheres · De Spijker (Geijsteren) · De Spijker (Leeuwen) · Huis Severen · Sibberhuuske · Château St. Gerlach · Spraland · Huis De Spyker · Huize Stalberg · Stalberg (Wellerlooi) · De Steeg · Kasteel Stein · Steinhagen · Steenen Huis · Stoel van Swentibold · Strijthagen (Landgraaf) · Strijthagen (Welten) · Struyver · Kasteel Terborgh · Terlinden (Wijnandsrade) · Terveurdt · Ter Weyer · Kasteel Ter Worm · De Tombe · Huis De Torentjes · Triest · Trippaert · Kasteel Vaalsbroek · Kasteel Vaeshartelt · Valkenburg · Vliek · De Vroenhof · Vrijburg · Kasteel Wambach · Warenberg · Well · Weyershof ·  Wijlre · Kasteel Wijnandsrade · Wijnandsrade · Wijnantshof · Wissegracht · Huize Witham · Kasteel Wittem · Wolfrath · Wylre